# 松島月光祝祭公園駅
松島月光祝祭公園駅（ソンドダルビッチュクチェゴンウォンえき）は大韓民国仁川広域市延寿区松島洞にある、仁川交通公社1号線の駅。同線の終着駅である。駅番号はI139。

## 歴史
- 2020年6月1日 -  松島月光祝祭公園に駅名確定。
- 2020年12月12日 - 開業。

## 駅構造
相対式ホーム2面2線の地下駅。

### のりば
| 上り | 1号線 | 源仁斎・富平・桂陽方面 |
| 下り | 1号線 | 当駅止まり             |

## 利用状況
近年の一日平均乗車人員推移は下記の通り。
なお、2020年は開業日の12月12日から12月31日までの20日間を基準にしたものである。
| 路線  | 路線     | 2020年 | 2021年 | 2022年 | 2023年 | 2024年 | 2025年 | 2026年 | 2027年 | 2028年 | 2029年 | 出典  |
| ----- | -------- | ------ | ------ | ------ | ------ | ------ | ------ | ------ | ------ | ------ | ------ | ----- |
| 1号線 | 乗車人員 | 1,399  | 2,968  | 3,992  | 4,681  |        |        |        |        |        |        | [ 1 ] |
| 1号線 | 降車人員 | 573    | 1,105  | 1,448  | 4,673  |        |        |        |        |        |        | [ 1 ] |

## 隣の駅
仁川交通公社
 1号線
国際業務地区駅 I138 - 松島月光祝祭公園駅 I139